# Greater Omak
Greater Omak ist eine Metropolregion im zentralen Okanogan County im US-Bundesstaat Washington, welche die Städte Omak und Okanogan umgibt. Zum United States Census 2010 hatte die Region 8.229 städtische Einwohner, was gegenüber dem United States Census 2000 einen Rückgang um 2,8 % bedeutet. Die Region insgesamt hatte 15.690 Einwohner, auch wenn die Region nicht offiziell als Metropolitan Statistical Area eingestuft ist. Greater Omak dient als wirtschaftliches Zentrum des Okanogan County. 

## Definitionen
Das United States Census Bureau definiert den Omak, WA Urban Cluster, welcher als Kern der Metropolregion fungiert, als einzigen urbanen Cluster im Okanogan Country mit einer Bevölkerung von 8.229 Personen (United States Census 2010) und einer Fläche von 12,5 km², wovon 12,3 km² oder 98,14 % Land- und der Rest Wasserflächen sind. Etwa 20 % der Einwohner des Countys leben in diesem Gebiet. Die zu statistischen Zwecken ausgewiesene Region deckt die Haupt-Orte Omak und Okanogan zusammen mit den unmittelbar umgebenden Flächen ab.

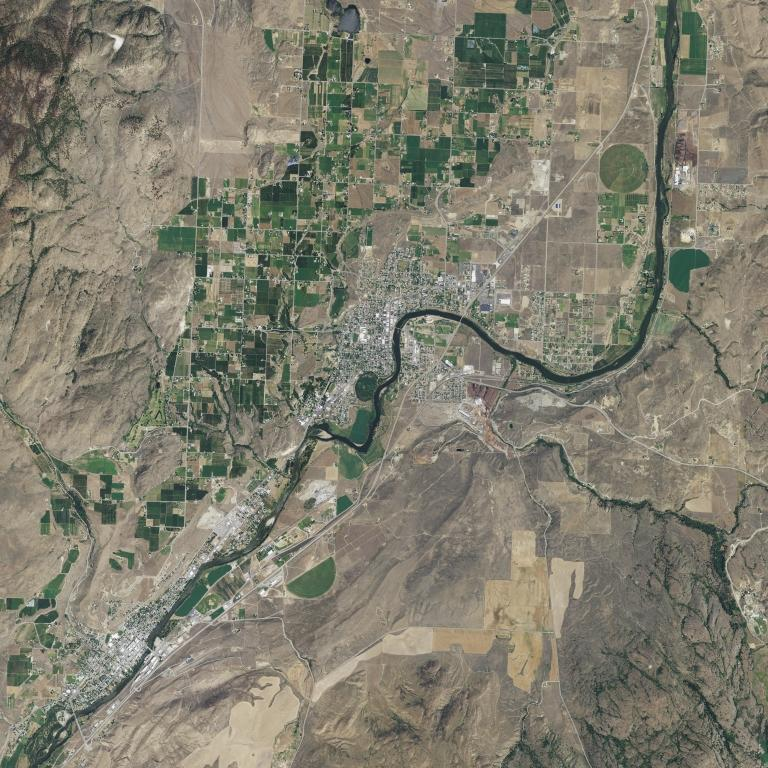
Luftbild von Greater Omak

Die Metropolregion, die das Omak, WA Urban Cluster umgibt, das Greater Omak Area, besteht aus dem zentralen Teil des Okanogan County. Obwohl es vom Office of Management and Budget nicht offiziell als Statistik-Region ausgewiesen ist, wurde ein Gesamtgebiet von 2.690 km² so bezeichnet. Das Gebiet ist durch die das urbane Gebiet umgebenden Postleitzahl-Gebiete definiert. Die Region reicht von Riverside bis Malott und hat nach dem Census von 2010 15.690 Einwohner.
Die City of Omak definiert das Greater Omak Area als Omak samt seiner unmittelbar angrenzenden Region einschließlich eines kleinen Anteils von Riverside am Omak Airport. Das Okanogan County Tourism Council definiert die Region des Heart of the Okanogan als bis nach Conconully reichend, das durch den Omak School District abgedeckt wird, mit einem Einzugsgebiet von rund 10.481 Personen (zum Census 2010) auf einer Fläche von 1.287 km². Die Gesamtregion hatte zum Census 2010 mehr als 16.000 Einwohner.

## Geographie

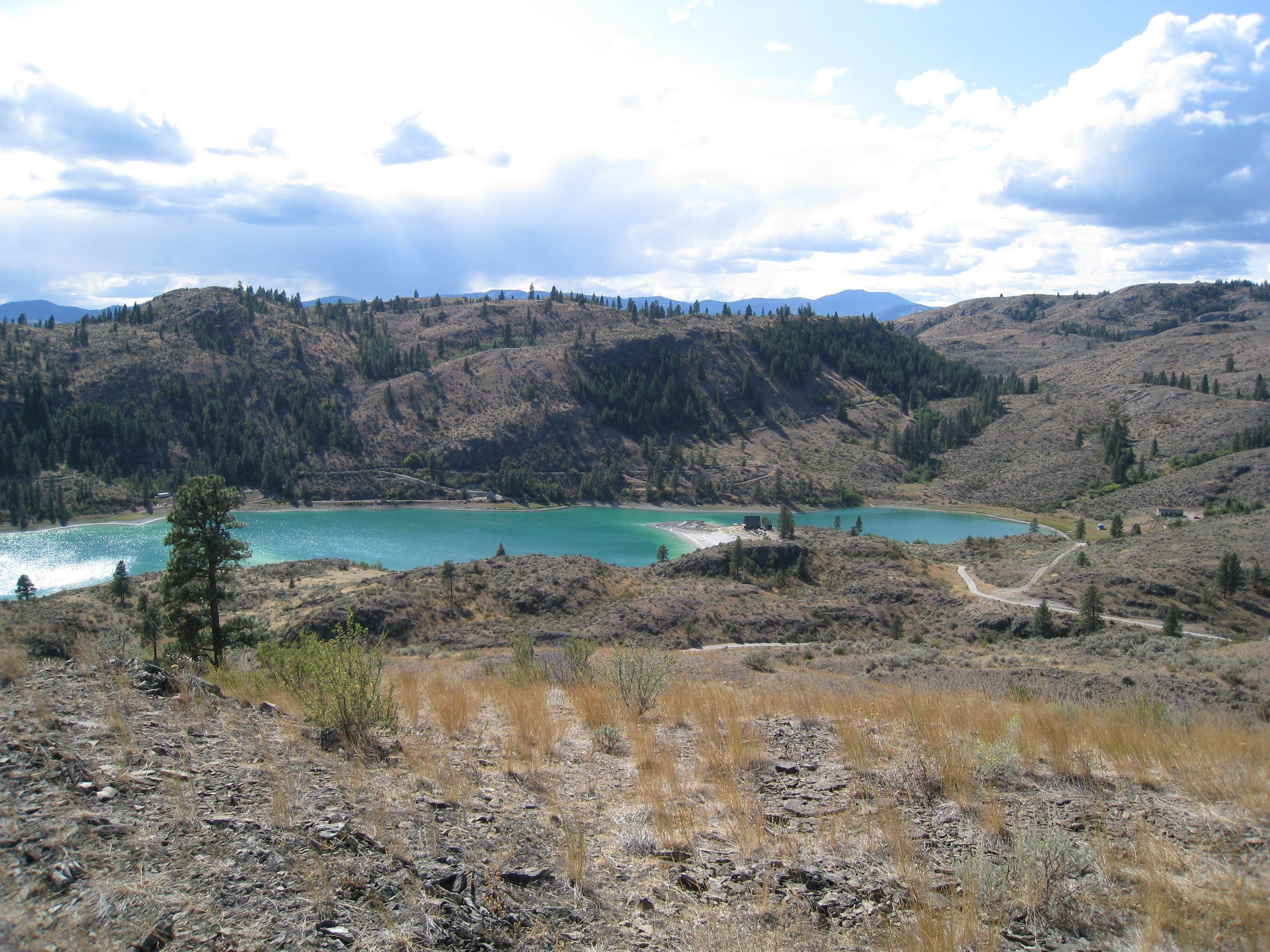
Omak Lake

Der Okanogan River, von der Stadt Riverside kommend, definiert den zentralen Teil des Greater Omak Area; das Gelände hier ist bergig und hügelig. Die Identität des Begriffs wird zur Bezeichnung des zusammengefassten Gebietes benutzt. Die Höhenlagen im Gebiet reichen von 240 m an der Mündung des Okanogan River bis 2.065 m am Moses Mountain. Die durchschnittliche Höhe beträgt jedoch nach der United States Geological Survey (USGS) 257 m.
Das Omak, WA Urban Cluster besteht aus den städtischen Räumen von Omak und Okanogan und aus North Omak. Hier leben etwa 40 Prozent der Einwohner des Countys. Die umgebende Metropolregion schließt sehr viel weniger dicht besiedelte Gebiete ein, so auch Disautel, insgesamt sechs Gemeinden oder Census-designated places (CDP).

## Gemeinden
| Name       | Typ  | Bevölkerung (2011) | Fläche (2011) | Bevölkerungsdichte (2011) (Ew. pro km²) | Incorporated |
| ---------- | ---- | ------------------ | ------------- | --------------------------------------- | ------------ |
| Disautel   | CDP  | 78                 | 9,8 km²       | 7,96                                    | n. v.        |
| Malott     | CDP  | 487                | 4,7 km²       | 103,62                                  | n. v.        |
| North Omak | CDP  | 688                | 29,0 km²      | 23,72                                   | n. v.        |
| Okanogan   | City | 2.568              | 5,2 km²       | 493,85                                  | 1888         |
| Omak       | City | 4.881              | 9,1 km²       | 536,37                                  | 1911         |
| Riverside  | Town | 282                | 2,6 km²       | 108,46                                  | 1913         |

## Demographie
| Jahr | Einwohner¹ |
| ---- | ---------- |
| 2000 | 8.466      |
| 2010 | 8.229      |

¹ 2000–2010: Volkszählungsergebnisse; U.S. Decennial Census
Nach der Volkszählung von 2010 gab es in Omak, WA Urban Cluster 8.229 Einwohner, 3.339 Haushalte und 2.077 Familien. Die Bevölkerungsdichte betrug 670,7 pro km². Es gab 3.560 Wohneinheiten bei einer mittleren Dichte von 284,8 pro km². 
Die Bevölkerung bestand zu 81,3 % aus Weißen, zu 0,4 % aus Afroamerikanern, zu 10,9 % aus Indianern, zu 0,3 % aus Asiaten, zu 0,1 % aus Pazifik-Insulanern, zu 4,3 % aus anderen „Rassen“ und zu 2,7 % aus zwei oder mehr „Rassen“. Hispanics oder Latinos „jeglicher Rasse“ bildeten 7,5 % der Bevölkerung.
In den 3339 Haushalten lebten 16,17 % zusammen lebende verheiratete Paare und zu 25,1 % alleinerziehende Mütter; 15,34 % waren Nicht-Familien. 13 % der Haushalte waren Singles und 16,98 % waren alleinstehende über 65-jährige Personen. Die durchschnittliche Haushaltsgröße betrug 2,49 und die durchschnittliche Familiengröße 3,02 Personen.
Der Median des Alters in der Stadt betrug 38,7 Jahre. Von den Einwohnern waren 49 % Männer und 51 % Frauen.
Die Ergebnisse der American Community Survey des United States Census Bureau 2007–2011 zeigten, dass der Median des Haushaltseinkommens bei 36.601 US-Dollar lag und das mittlere Einkommen der Familien bei 41.900 US-Dollar. Männer hatten einen Einkommens-Median von 37.610 US-Dollar gegenüber 27.708 US-Dollar bei Frauen.